# Boucheron (ruisseau)
Pour les articles homonymes, voir Boucheron (homonymie).
Le Boucheron est un ruisseau français du département de la Dordogne, affluent du Lavaud et sous-affluent de l’Isle.

## Géographie
Il prend sa source à près de 350 mètres d'altitude sur la commune de Sarlande, deux kilomètres au sud-ouest du bourg, près du lieu-dit Gaulier.
Il rejoint le Lavaud en rive droite, sur la commune de Sarrazac, un kilomètre et demi au sud-sud-est du bourg, en aval du Moulin de la Tour.
Sa longueur est de 6,8 km.
Son principal affluent est, en rive droite, le Roulet (ou le Laveau ou ruisseau de Laveau dans sa partie amont).

## Communes et cantons traversés
À l'intérieur du département de la Dordogne, le Boucheron n'arrose que deux communes, toutes deux sur le même canton :
- Canton de Lanouaille
  - Sarlande (source)
  - Sarrazac (confluence)